# Calyptomyrmex tensus
Calyptomyrmex tensus (лат.) — вид мелких муравьёв рода Calyptomyrmex из подсемейства Myrmicinae (Formicidae). Африка (Кения, Уганда).

## Описание
Мелкие муравьи, длина тела около 2,5 мм. Длина головы (HL) 0,62 мм, ширина (HW) 0,59 мм. От других африканских видов рода отличается вытянутыми сплющенными волосками первого тергита брюшка; максимальный диаметр глаз в 2-4 раза больше, чем  максимальная ширина волосков в первом поперечном пронотальном ряду переднеспинки. Длина скапуса усика (SL) 0,35 мм. Основная окраска тела коричневого цвета. Голова и тело покрыты чешуевидными волосками. Проподеум угловатый, но без явных шипиков. Глаза мелкие (9-10 омматидиев в длинном ряду). На голове развиты глубокие усиковые бороздки, полностью вмещающие антенны. Усики самок и рабочих 12-члениковые с булавой из 3 вершинных члеников (у самцов усики 12-члениковые, но без булавы). Максиллярные щупики 2-члениковые, нижнечелюстные щупики из 2 члеников. Наличник широкий с двулопастным выступом (клипеальная вилка). Стебелёк между грудкой и брюшком состоит из двух члеников: петиолюса и постпетиолюса (последний четко отделен от брюшка), жало развито, куколки голые (без кокона). Петиоль, постпетиоль и брюшко пунктированные. Вид был впервые описан в 1981 году английским мирмекологом Барри Болтоном (B.Bolton, British Museum (Natural History), Лондон, Великобритания) по голотипу, найденному в 1952 году в почве под слоновой травой.